# 糧食局倉庫
糧食局倉庫為臺灣臺北市中正區的一處歷史建築，此建築最初為台北第一高等女學校（今北一女中）舊校舍，後來搬到此處作為「愛國高等技藝女學校」校舍，在戰後經改建並作為臺灣省糧食局倉庫。此建築於2016年被列為臺北市歷史建築，2025年成為國立臺灣文學館營運的台灣文學糧倉。

## 沿革

### 日治時期
此建築於日治時期為「愛國高等技藝女學校」校舍之一部分，愛國高等技藝女學校的沿革可追溯至愛國婦人會臺灣支部於1915年11月在艋舺的老松公學校、大稻埕的陳德星堂（1917年改到蓬萊公學校）及士林為臺灣人女性設立的職業講習所（授產場），以達到改善家庭經濟及日語普及的目的。而後因參加者眾，加上當時台灣人女性的受教趨勢起步，於1919年12月經臺灣總督府評議會決議應將授產場廢除改為女子職業學校，在1920年4月經臺北州同意後，在同月10日成立了「女子職業學校」，並於1920年5月3日舉行開校式，最初校舍位於愛國婦人會養蠶室支部的事務所。學校修業年限為兩年，分為裁縫科及商科，並依內地人及本島人分為甲班及乙班。1921年4月，學校改借用位於榮町的舊陸軍幕僚參謀總部廳舍，並於後來在其北側興建了新教室。《臺灣教育令》於1922年2月公布後，因影響到私立學校規則，使愛國婦人會必須將其會務跟校務分開，故在同年7月成立「私立臺北女子職業學校」，並廢除商科，將裁縫科改為本科，修業年限改為三年。1926年1月，另外開設了修業年限一年的裁縫講習會。
1931年，學校再遷移到了表町一丁目。但因教室空間不敷使用，當時校舍中還有同由愛國婦人會設立的私立台北幼稚園，且學校缺乏運動場；為了擴大學校規模，加上適逢台北第一高等女學校需處理其舊校舍，故選定了樺山町28番地作為新校地，以800圓買下台北第一高等女學校舊校舍並將其遷移至新校地現址，加上其他的附屬工程，學校在1934年9月30日舉行地鎮祭動工，而學校於1935年3月改名為「私立愛國高等技藝女學校」，學校在1935年4月落成後，全校即於同月8日移轉至此。學校講堂則是來自臺北醫學專門學校的解剖室，其在1937年9月落成。學校在改名後，為了強調培育國民道德，學科中加設了公民科的內容。然而，在1937年七七事變後，愛國婦人會東京本會在事變發生後隔日即宣布愛國婦人會須將經費集中於軍事後援，其他事業須停止或縮編。故愛國高等技藝女學校於1938年3月31日廢止，校產全數捐予臺北市役所（1939年2月移轉登記完畢），學生於後被編入正好於前一年成立的台北市立家政女學校（今金華國中），並新設立技藝科以收容之。

### 戰後

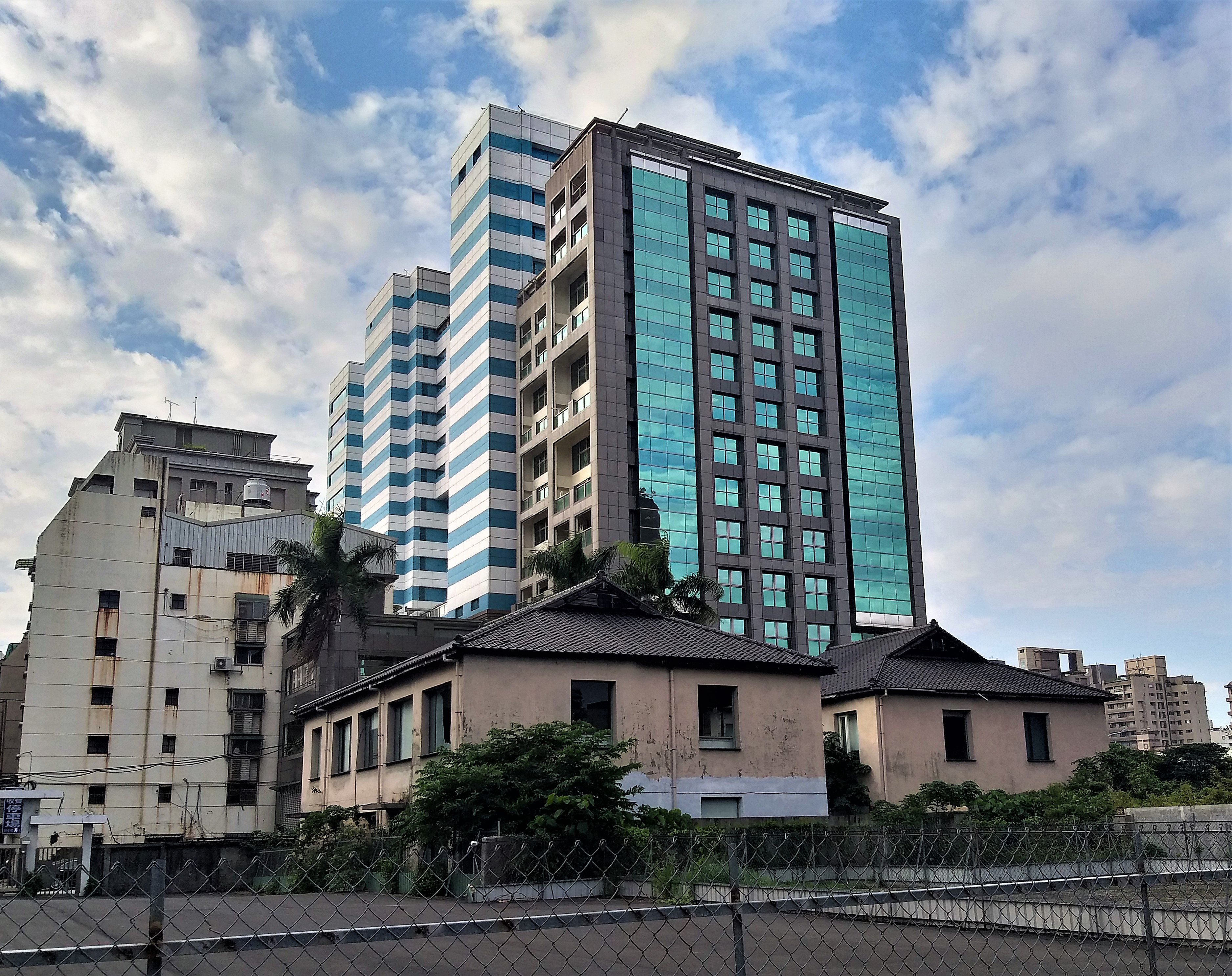
建築東面外觀

二戰後，原愛國高等技藝女學校西半部校舍被拆除，僅存校舍東半部的建築。臺灣省糧食局臺北事務所於1958年將此建築改建為辦公廳舍兼倉庫。另外，因此處鄰近華山車站，故適合作為米糧集中及分配運送之儲放地點。1977年，南側校舍被拆除改建為四層樓的建築做為糧食局辦公室及宿舍，於2017年被拆除。北側建築於2003年成為國立傳統藝術中心民族音樂資料館（臺灣音樂館前身），2016年民族音樂資料館遷走，同年被臺北市文化局以「紹興北街31巷53號（糧食局倉庫）」登錄為臺北市歷史建築，其價值在於曾作為日治時期臺灣婦女參與國家事件、接受實業教育的重要文化記憶場域，以及糧食局長期掌理糧政見證了地方產業變遷，且建築屋頂結構為具特色之大跨度木桁架。
2019年修復工程計畫啟動，由國立臺灣文學館負責，2022年古蹟修復工程開工，2025年6月6日成立台灣文學糧倉。